# 黃鎬
黃鎬（1421年—1484年），字叔高，福建承宣布政使司福州府侯官縣（今福建省福州市）人，明朝政治人物，正统乙丑進士。官至南京戶部尚書。

## 生平
正統六年（1441年），黃鎬舉辛酉科福建鄉試，正統十年（1445年），中進士，授監察御史。正統十四年（1449年），按察貴州，當時靖遠伯王驥等自麓川還，軍無紀律，被苗族民軍圍困，險些陣亡。其后密奏朝廷，明景帝命保定伯梁珤率眾解圍。之後改為廣東按察司僉事、浙江按察使僉事。成化初年，因舉薦升廣東布政司左參政，平定廣州民變，后升爲廣西左布政使。之後以右副都御史總督南京糧儲，歷任吏部左侍郎、右侍郎。成化十六年，升爲南京戶部尚書。成化十九年（1483年），致仕，卒于途中。贈太子少保，諡襄敏。